# Nakonxipán
Nakonxipán (vagy: Na’Conxypán) Gulácsy Lajos festőművész által kitalált, létrehozott, megfestett és megírt világ − az elvágyódás helyszíne.
Gulácsy képzeletbeli városát, Nakonxipánt Olaszországban álmodta meg. Az álmok világában olasz kisvárosok terei, udvarrészletek, szűzies lények, lidércek, régi kövek mesélnek különös titkokat; figurái régimódi, fantasztikus kosztümöket hordanak.
Gulácsy a képzelete által teremtett meseországot novellákban is megírta. Az észak-olasz kisvárosinak tetsző környezetet groteszk emberalakok népesítik be. A kitalált ország történetét újra és újra továbbírta; Nakonxipán nyelvéhez még szótárt is szerkesztett.
NAKONXIPÁN volt az ő hazája, ez a furcsa ország, amely szerinte Japán és a Hold között fekszik, és amelynek nyelvét ő tudta csak beszélni az összes földi emberek közül. Beszélt is, írt is sokat nakonxipánul, és képein is gyakorta szerepelnek ennek az álomtartománynak apró, mulatságos lakói.
„Nakonxipánban hull a hó

csibéim nem hülyéskedek

datolyán pálmán kókuszon

zöld hópihék fehérlenek.”

  Kormos István